# Борисенко, Юрий Владимирович
Юрий Владимирович Борисенко (9 октября 1940, Комсомольск-на-Амуре, РСФСР — 5 июля 2016, Казань, Российская Федерация) — советский и российский оперный певец (бас). Заслуженный артист РСФСР (1984), Народный артист Татарской АССР (1980), Народный артист Каракалпакской Республики (1980), солист Татарского академического государственного театра оперы и балета им. М. Джалиля (с 1973), профессор Казанской государственной консерватории им. Н. Г. Жиганова.

## Биография
В 1971 году окончил Новосибирскую государственную консерваторию.
В 1968—1973 гг. — солист Новосибирского театра оперы и балета.
В 1973—2016 гг. — солист Татарского академического государственного театра оперы и балета имени М. Джалиля.
С 1980 г. — преподаватель по классу сольного академического пения Казанской государственной консерватории им. Н. Г. Жиганова. С 1997 года — доцент, с 2005 года — присвоено почётное звание профессор.
Похоронен на Арском кладбище г. Казань.

## Оперный репертуар
За 43 года работы на оперной сцене исполнил более 60 партий, среди которых особое место занимает конечно же образ Бориса Годунова в одноименной опере М. Мусоргского. «… Голос и актерский талант Юрия Борисенко — исполнителя главной партии (Борис) — выше всякой критики» — так писала о нём голландская пресса во время европейских гастролей оперной труппы театра. Помимо этого, стоит отметить и такие партии, как:
- Мельник («Русалка» Даргомыжского),
- Кончак, Галицкий («Князь Игорь» Бородина),
- Мефистофель («Фауст» Гуно),
- Гремин («Евгений Онегин» Чайковского),
- Дон Базилио («Севильский цирюльник» Дж. Россини),
- Собакин («Царская невеста» Н. А. Римского-Корсакова) и др.

## Семья
Супруга — Борисенко Анжела Николаевна (01.09.1939-27.03.2018).

## Ученики
- Васильев, Владимир Михайлович
- Гиззатуллин Айгиз Гранитович